# Мессиан, Оливье

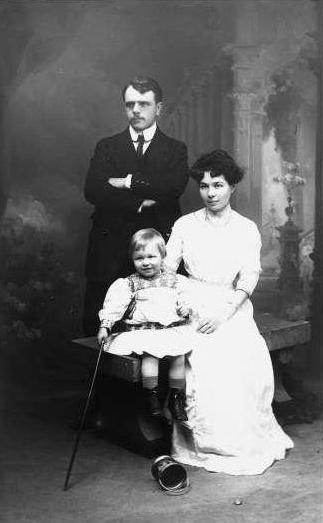
Мессиан с родителями, Авиньон, 1910

Оливье́ Эже́н Шарль Проспе́р Мессиа́н (фр. Olivier Eugène Charles Prosper Messiaen [ɔliˈvje mɛˈsjɛ̃]; 10 декабря 1908, Авиньон — 27 апреля 1992, Клиши-ла-Гаренн) — французский композитор, теоретик музыки, педагог.

## Биография
Мессиан родился в семье учителя английского языка Пьера Мессиана (1883—1957) и поэтессы Сесиль Соваж (1883—1927). В одиннадцать лет поступил в Парижскую консерваторию в класс композиции Поля Дюка и органа — Мориса Эмманюэля и Марселя Дюпре. В 1930 окончил консерваторию с первыми премиями по специальностям: фортепиано, орган и импровизация, история музыки, композиция. С 1931 органист церкви Святой Троицы в Париже, где проработал свыше 60 лет. В 1936—1939 годах преподавал в Нормальной школе музыки в Париже и в консерватории «Схола канторум». Организовал (совместно с Андре Жоливе, Даниелем-Лесюром и Ивом Бодрие) группу композиторов «Молодая Франция».
С началом Второй мировой войны был призван в армию, спустя полгода попал в плен. Находясь в лагере для военнопленных, написал ряд сочинений, в том числе «Квартет на конец света», впервые исполненный пленными музыкантами в январе 1941 года. В марте того же года Мессиана освободили, и он стал профессором класса гармонии в Парижской консерватории. В 1947 году специально для композитора был создан класс анализа, эстетики и ритмики.
В последующие годы Мессиан путешествовал по разным странам, давая мастер-классы и выступая в качестве органиста. С 1966 года — профессор класса композиции в Парижской консерватории. Среди его учеников (в том числе бравших отдельные частные уроки) — Жильбер Ами, Джулиан Андерсон, Пьер Анри, Родольфо Арисага, Жан Барраке, Джордж Бенджамин, Пьер Булез, Клод Вивье, Жерар Гризе, Хенрик Гурецкий, Питер Донохоу, Антуан Дюамель, Эугениуш Кнапик, Мариус Констан, Янис Ксенакис, Дьёрдь Куртаг, Микаэль Левинас, Ивонна Лорио (с 1961 жена Мессиана), Франсуа-Бернар Маш, Поль Мефано, Тристан Мюрай, Кент Нагано, Жан Продромиде, Эржебет Сёньи, Микис Теодоракис, Мишель Фано, Филипп Фенелон, Даниэль Шарль, Карлхайнц Штокхаузен и другие известные музыканты.
Мессиан — обладатель многочисленных международных наград в области искусства, в том числе премии Эрнста Сименса (1975), Премии Эразмус (1971) и др. Он также был членом Института Франции, Бельгийской королевской академии наук, искусств и литературы.

## Творчество
В теоретических трудах («Техника моего музыкального языка», 1944; «Трактат о ритме», 1948) сформулировал собственные новые и сложные композиционные принципы. В сочинениях Мессиана нашли отражение теологические идеи и искания (фортепианный цикл «Двадцать взглядов на младенца Иисуса», оркестрово-хоровое сочинение «Три маленькие литургии божественного присутствия», оба — 1944), изучение традиций неевропейских культур — индийской, японской, латиноамериканской (симфония «Турангалила» и др.), увлечение орнитологией, особенно изучение голосов птиц («Каталог птиц» для фортепиано, тетради 1—7, 1956—1958, и др.).
Первый опыт сериализма в музыке — пьеса Мессиана «Лад длительностей и интенсивностей» (фр. Mode de Valeurs d’Intensites, 1949, из цикла «Четыре ритмических этюда», Quatre études de rythme). Вся музыка представляет собой последовательность серий из определённых нот, длительностей этих нот и их же громкости — и ни один из элементов серии не может повториться, пока не проиграются все остальные. Идея была подхвачена композиторами Дармштадтской школы. В определённом смысле эта пьеса осталась в творчестве Мессиана особняком — как радикальный творческий эксперимент.
Автор монументальной оперы «Святой Франциск Ассизский» (1983). Концертировал как органист и пианист (исполнитель собственных сочинений); блестящий импровизатор.

## Список сочинений

### Опера
- 1982 — «Святой Франциск Ассизский» в трёх действиях, либретто композитора

### Вокально-симфонические сочинения
1936 — «Поэмы для Ми» (Poèmes pour Mi), вокальный цикл; первоначальная версия — с фп.
1944 — «Три маленькие литургии божественного присутствия» (Trois petites liturgies de la présence divine) для женского хора, фортепиано, волн Мартено, струнного oркестра и ударных
1945 — «Песнь депортированных» (Chant des déportés) для хора и оркестра
1969 — «Преображение Господа нашего» (La transfiguration du Notre Seigneur), оратория для хора, орк. и солирующих инструментов

### Для оркестра (в том числе с инструментами соло)
1930 — Забытые приношения (Les offrandes oubliées)
1931 — Гроб сияющий (Le tombeau resplendissant)
1932 — Гимн святому причастию (Hymne au Saint Sacrement); пьеса утеряна в 1942 и реконструирована автором по памяти в 1946
1933 — Вознесение. 4 размышления (L’Ascension)
1948 — Турангалила-симфония (Turangalîla-Symphonie) с фп., волны Мартено
1953 — Пробуждение птиц (La réveil des oiseaux) с фп.
1956 — Экзотические птицы (Les oiseaux exotiques) с фп., ударными
1960 — Хронохромия (Chronochromie)
1963 — Семь хокку (Sept haïkaï) с фп.
1963 — Цвета града небесного (Couleurs de la cité céleste) с фп.
1963 — Чаю воскресения мёртвых (Et exspecto resurrectionem mortuorum) для дух. орк. и ударных
1974 — Из ущелий к звездам (Des canyons aux étoiles) с фп.
1986 — Витраж и птицы (Un vitrail et des oiseaux) с фп.
1987 — Город в вышних / Вышнеград (La Ville d’en haut) для фп., духовых и ударных
1989 — Улыбка (Un sourire)
1991 — Концерт для четырёх / Четверной концерт (Concert à quatre) для фп., флейты, гобоя и виолончели с оркестром; финальная часть (5) не написана; на оркестровкой 1 и 4 частей работали Ивонн Лорио, Хайнц Холлигер, Джордж Бенджамин
1991 — Озарения потустороннего / Свет нездешний (Éclairs sur l’au-delà) для оркестра
около 1991 — Птица деревьев жизни / Туи (Un oiseau des arbres de vie / Oiseau tui); пьеса, не вошедшая в цикл «Озарения потустороннего», реконструирована Кристофером Динглом (Christopher Dingle) по авторскому клавиру и эскизам оркестровки, премьера — 2015

### Камерно-инструментальная музыка
1932 — Тема с вариациями (Thème et variations) для скр. и фп.
1933 — Фантазия (Fantaisie) для скр. и фп.
1937 — Праздник прекрасных вод (Fête des belles eaux) для 4 волн Мартено
1941 — Квартет на конец света (Quatuor pour la fin du temps) для скр., кларнета, влч., фп.
1950 — Чёрный дрозд (Le merle noir) для флейты и фп.
1986 — Песня в стиле Моцарта (Chant dans le style de Mozart) для кларнета и фп.
1987—1988?, опубл. 2001 — Четыре неопубликованные пьесы (Feuillets inédits, Quatre inédits) для фп. и волн Мартено

### Для фортепиано
1928—1929 — 8 прелюдий (8 préludes)
1932 — Фантазия-бурлеска (Fantaisie burlesque)
1935 — Пьеса на гробницу Поля Дюка (Pièce pour le tombeau de Paul Dukas)
1943 — Рондо (Rondeau)
1943 — Образы слова Аминь (Visions de l’Amen) для 2 фп.
1944 — Двадцать взглядов на младенца Иисуса (Vingt regards sur l’enfant Jesus)
1949 — Кантейоджайя. Ритмический этюд (Cantéyodjayâ)
1949—1950 — Четыре ритмических этюда (Quatre études de rythme)
1956—1959 — Каталог птиц (Catalogue d’oiseaux)
1962 — Славки Эро — концерт пустошей (Fauvettes de l'Hérault - Concert des garrigues), фортепианная версия несохранившегося произведения «Концерт пустошей — о птицах Эро» (Concert des garrigues - sur les oiseaux de l'Hérault) для фортепиано с оркестром; реконструирована Роже Мюраро
1964 — Прелюдия (Prélude)
1970 — Славка садовая (La fauvette des jardins)
1985 — Зарисовки птиц (Petites esquisses d’oiseaux)
1991 — Пьеса (Pièce) для фп. в 4 руки

### Для органа
1928 — Небесная трапеза / Небесное причастие (Le banquet céleste)
1930 — Прелюдия (Prélude)
1930 — Приношение Святому Причастию (Offrande au Saint-Sacrement)
1931 — Явление предвечной Церкви (Apparition de l’Eglise éternelle)
1932 — Вознесение. 4 размышления (L’Ascension)
1935 — Рождество Господне (La nativité du Seigneur)
1939 — Тела нетленные (Тела достославные) (Les corps glorieux)
1950 — Месса Пятидесятницы (La Messe de la Pentecôte)
1951 — Книга для органа (Livre d’orgue)
1960 — Стих для Праздника Посвящения (Verset pour la Fête de la Dédicace)
1969 — Размышления о таинстве святой Троицы (Méditations sur le mystère de la Sainte Trinité)
1984 — Книга Святых Даров (Le Livre du Saint Sacrement)

### Органные импровизации
Мессиан регулярно выступал с органными импровизациями в церкви Святой Троицы в Париже. Некоторая часть из них записана:
1977 — цикл импровизаций Мессиана к стихам его матери, поэтессы Сесиль Саваж (стихи читает Жизель Казадезюс, аудиозапись выпущена на лейбле Erato)
1985 — три импровизации на григорианскую тему (видеозапись)

### Для хора / вокального ансамбля
1937 — O sacrum convivium!, мотет
1949 — Пять перепевов (Cinq rechants)

### Для голоса с фортепиано
1930 — Смерть многих (La mort du nombre) для сопрано, тенора, скрипки и фп.
1930 — Три мелодии (Trois Mélodies) для сопрано и фп.
1935 — Вокализ-этюд (Vocalise-Etude) для сопрано и фп.
1936 — Поэмы для Ми (Poèmes pour Mi) для сопрано и фп.
1938 — Песни земли и неба (Chants de terre et de ciel) для сопрано и фп.
1945 — Ярави, песнь любви и смерти (Harawi, chant d’amour et de la mort) для сопрано и фп.

### Конкретная музыка (в записи)
1952 — Длящиеся тембры (Timbres Durées)

### Неизданные и утраченные сочинения
1917 — Леди из Шалот (La dame de Shallott) для фортепиано
1923 — Отрубленная грудь святой Агаты (Les seins coupés de Ste. Agathe) для органа
1928 — Фуга d-moll (Fugue) для оркестра
1928 — Евхаристическая трапеза (Le banquet eucharistique) для оркестра
1928 — Иисус, симфоническая поэма (Jésus – Poème symphonique) для оркестра
1930 — Простая песнь души (Simple chant d'une âme) для оркестра
1962 — Концерт пустошей — о птицах Эро (Concert des garrigues - sur les oiseaux de l'Hérault) для фортепиано с оркестром; сохранился в клавире; под названием «Славки Эро — концерт пустошей» (Fauvettes de l'Hérault - Concert des garrigues) известен в транскрипции для фортепиано Роже Мюраро